# Šutite?
Šutite? (Шутите?) è un film del 1971 diretto da Valerij Čečunov, Nikolaj Košelev, Valentin Alekseevič Morozov e Igor' Alekseevič Šešukov.

## Trama
Il film è composto da tre racconti. La prima storia parla di come gli scolari intraprendenti si stancassero dei compiti e, per accorciarli, trovarono un modo per suonare in un momento conveniente per loro. Il secondo racconto è la storia di un ragazzo straordinario, il cui padre parla venti lingue "morte". Il ragazzo, volendo in qualche modo distinguersi tra i suoi coetanei, crea tutti i tipi di situazioni malsane. La terza storia parla della vita collettiva nella fattoria di due studenti del conservatorio che sono venuti nel villaggio per registrare le canzoncine.